# Алберто Ђакомети
Алберто Ђакомети (итал. Alberto Giacometti; Боргоново, 10. октобар 1901 — Хур, 11. јануар 1966) је био швајцарски надреалистички вајар и сликар италијанског порекла, чије обимно, разноврсно и особено дело представља израз готово свих доминантних струјања уметности 20. века. Од 1931. ради надреалистичке просторне конструкције и екстремно издужене бронзане људске ликове ("Кола“, „Пројекат за један трг“, „Седам фигура и једна глава“).

## Биографија
Алберто Ђакомети рођен је у Швајцарској у Кантону Граубинден у месту Боргоново 10. октобра. 1910.
Алберто је био најстарији од четворо деце. Његов отац, Ђовани Ђакомети, такође је био сликар и утицао је на њега да се заинтересује за уметност. Стварао је најпре у породичном дому, и то углавном портрете чланова породице или другова из школе у стилу постимресионизма који је неговао његов отац. Затим, Алберто је отишао у Женеву где је студирао уметност, а јануара 1922. стигао је у Париз. Тамо је често посећивао атеље Антоана Бурдела. Открио је кубизам, афричку уметност и грчко вајарство, и то је оно што инспирише његова прва дела. Радио је гипсане скулптуре, понекад префарбане; или изливене у бронзи. Ову последњу технику практиковао је до краја живота.
У децембру 1926. преселио се у једну малу и неудобну «јазбину од атељеа», из које ипак никада није отишао. Придружио му се и брат Дијего и то за стално, 1939. године. Иако је најважнији део његовог рада у Паризу, Ђакомети се редовно враћао у Швајцарску и радио у атељеима свога оца. Године 1927, Ђакомети је изложио своја прва дела, као што је “Жена кашика„ (фр. Femme cuillère) из исте године. Умро је Хуру 11. јануара 1966.

## Ђакомети и надреалисти
Након «пљоснатих» („Жена”, фр. Femme, из 1929) и «отворених» („Човек и жена”, фр. Homme et femme, из 1929.) фигура, Ђакомети се окреће ка надреализму и почев од 1930, излаже, уз Мироа и Арпа, у галерији Пјер, са којом је потписао уговор. Упознаје занимљиве људе, као што су: Тристан Цара, Луј Арагон, Андре Бретон, Салвадор Дали, Андре Масон... Године 1931. званично је приступио париској групи надреалиста. Радио је разнолике гравуре и цртеже као илустрације књига Ренеа Кревела, Тристана Царе или Андреа Бретона. Писао је за часпописе ове групе.
„Обешена кугла”, (фр. La Boule suspendue, 1930), је Ђакометијев први «симболички предмет», а Андре Бретон је био очаран једном серијом надреалистичких фигура: „Невидљиви предмет”, (фр. L'Objet invisible, 1934). О скулптури „Палата у четири изјутра”, (фр. Le Palais à 4 heures du matin) пуно пише у Минотауру (фр. Minotaure), дневнику који су штампали надреалисти: «Након свих ових година успео сам само да схватим једно: да сам се ограничио на то да скулптуре које су ми се у мислима појављивале, без икаквих промена преточим у физичке објекте, а да се нисам запитао шта би оне могле да значе... Никада ми се ништа није указало као слика, а ретко шта као цртеж. Често сам покушавао да свесно створим слику или чак скулптуру, али ми то никада није успевало... Обично у готовом делу тражим измењене и измештене слике, утиске, ствари које су ме дубоко дирнуле (иако често нисам тога свестан), облике који су ми блиски, иако често нисам у стању да их препознам, што их чини још потреснијим у мојим очима.»
Неспокојство, снови, несигурност, насиље, то су мотиви скуптура из овог периода: „Коцка” (фр. Cube), „Жена која хода” (фр. Femme qui marche), „Заспала жена која сања” (фр. Femme couchée qu rêve), „Заклана жена” (фр. Femme egorgée), „Кавез” (фр. Cage), „Цвет у опасности” (фр. Fleur en danger), „Предмент непогодан за бацање” (фр. Objet désagréable à jeter), „Сто” (фр. Table), „Лобања” (фр. Tête crâne)... Већина његових скулптура из младости и надреалистичке фазе изливене су у бронзи и започете у првих десет година уметниковог живота.
Иако искључен из групе надреалиста (1935), Ђакомети је остао пријатељ са Мишелом Леирицом и Жоржом Лембуром, а његове скулптуре и даље су излагане на изложбама надреалиста.

## Зрело доба
Од 1935, Ђакомети оставља писање и књижевне наслове, и покушава да представи реалност. Израдио је серију глава за које му су му позирали један модел и брат. 
У децембру 1941. напустио је Париз и отишао у Женеву. Тамо ради у хотелској соби и наставља са радом на минијатурним скулптурама које је започео у Паризу. Мучило га је што није у стању да створи ниједну већу скулптуру. Отишао је из Швајцарске тек када је успео да превазиђе овај проблем 1944-45, скулптуром „Жена у колима” (фр. Femme au chariot).
У септембру 1945. Ђакомети се враћа у Париз. Тамо му се 1946. године придружила Анета Арм (њих двоје су се венчали три године касније). У октобру те године, по повратку из САД, Андре Бретон га позива да сарађује с њим и да учествује на његовој изложби „Надреализам у години 1947.”. Иако је Ђакомети одбио ову понуду, јасно је да су нека његова дела одраз надреализма („Нос”, фр. Le Nez, 1947-49; „Рука”, фр. La Main, 1947).
У овом периоду (1946-47) Ђакометијев стил је обележен високим и тананим фигурама. Подстицај за рад му даје и обновљена сарадња са Пјером Матисом, галеристом из Њујорка, који му организује прву самосталну изложбу после рата, у јануару 1948. Као резултат обновљеног уговора, успео је да излије у бронзи осам нових скулптура, као што су „Човек који хода” (фр. L'homme qui marche), прва из те серије. Следе „Три човека који ходају” (фр. Les trois hommes qui marchent) и „Тргови” (фр. Les Places), 1947. Али тек за изложбу из децембра 1950. у галерији Пјера Матиса, Ђакомети је излио неке од својих најчувенијих скулптура, које започињу бронзану епоху, нпр: „Четири жене на подлози” (фр. Quatre femme sur socle), „Четири фигурице на постољу” (фр. Quatre figurines sur piédestal) „Шума” (фр. La Forêt), „Чистина” (фр. La Clairière), „Кавез” (фр. La Cage), „Кола” (фр. Le Chariot), „Жена која корача између две кутије које су куће” (фр. La femme qui marche entre deux boîtes qui sont des maisons).
Тек јуна 1951. одржана је његова прва послератна изложба у Паризу, у галерији Маг (фр. Maeght), којој је приступио уз наговарања једног пријатеља, Луја Клејеа. Тада излаже нека дела која су се већ појавила код Матиса, али и неколико нових, гипсаних, као што су „Мачка”(фр. Le Chat) и „Пас”(фр. Le Chien). Захваљујући Пјеру Матису, Ђакомети је од 1947. имао потпуну слободу када је у питању материјал и није одговарао галеристима, као што је Еме Маг.
Године 1948. Жан-Пол Сартр је написао предговор за његову прву њујоршку изложбу: „Потрага за апсолутним” (фр. La recherche de l'absolu), а 1954. још један текст који говори о овом уметнику. Исте године Ђакомети је упознао Жана Женеа, који му је касније позирао за један портрет, а Жене је 1957. године написао један од најлепших есеја о њему: „Атеље Алберта Ђакометија”, који је штампан у издању галерије Маг.
Од средине педесетих година, Ђакомети почиње да ради искључиво главе, бисте и кипове. На Бијеналу у Венецији 1962. Ђакомети је представио Француску серијом женских кипова, који су били мало мањи од природне величине. Они су познати под називом „Жене из Венеције” (фр. Femmes de Venise), иако су неки од њих по први пут представљени јавности у Берну мало раније те године. Крајем 1958. добио је поруџбину за један трг у Њујорку, али је од тога одустао. За тај пројекат израдио је три елемента: једну велику жену, једног човека који хода и једну велику главу. Тиме је наставио екпериментисање са израдом скулптура великих димензија. Тај споменик, који сада садржи два „Човека који ходају”, две „Велике жене” и једну монументалну главу, налази се у дворишту Фондације Маг у Паризу.
Пред крај живота, Ђакомети је засут признањима. Добио је награду Карнеги Интернационал 1961, прву награду за скулптуру на Бијеналу у Венецији 1962. награду Гугенхајм 1964, а 1965. Француска му додељује главну међународну награду за уметност.
Успео је да се излечи од рака желуца после једне операције у 1963. У то време активно учествује у пројекту Фондације Маг, за коју израђује бронзане фигуре („Постоји одређена предност у томе што су те скулптуре на једном месту”, пише он Пјеру Матису). Последње године живота посветио је оснивању фондације у Швајцарској, која носи његово име и прикупља дела за колекцију Дејвида Томсона, једног привредника из Питсбурга који је желео да отвори музеј у САД. 
Алберто Ђакомети умро је у кантонског болници у Хуру, у Швајцарској, 11. јануара 1966. Његово тело пребачено је у Боргоново, и сахрањено близу гроба његових родитеља.
Његова жена посветила се одбрани његове уметности, а путем свог тестамента основала је Фондацију Алберто и Анета Ђакомети са седиштем у Паризу коју је 2003. држава Француска прогласила за фондацију од националног интереса и подржала многим привилегијама. Она располаже бројним сликама и скулптурама овог уметника и садржи истраживачки центар.

## Слике и цртежи
Слике и цртежи представљају важан део Ђакометијевог опуса. Он је познат највише по портретима, иако је радио и неколико пејзажа и мртвих природа у младости. Има и неколико апстрактних слика из 1920их и 1930их.
Портрете је радио или уз помоћ модела или по сећању. Број његових модела је релативно мали. Најпознатији су његов брат Дијего и жена Анета. Позирали су му и професионални модели као и неки пријатељи (нпр. његов професор филозофије Јанаихара, почев од 1955).
Карактеристике ових портрета су одсуство декора, тамне боје или једнобојност, укочен став, увек ан фас, што чини контраст са бројним преправкама на лицу, којима би на крају потпуно прекрио почетну скицу.